# Cysoing
Cysoing là một xã trong vùng Hauts-de-France, thuộc tỉnh Nord, quận Lille, tổng Cysoing. Tọa độ địa lý của xã là 50° 34' vĩ độ bắc, 03° 12' kinh độ đông. Cysoing nằm trên độ cao trung bình là 43 mét trên mực nước biển, có điểm thấp nhất là 26 mét và điểm cao nhất là 56 mét. Xã có diện tích 13,62 km², dân số vào thời điểm 1999 là 4218 người; mật độ dân số là 310 người/km².

## Thông tin nhân khẩu
| 1962  | 1968  | 1975  | 1982  | 1990  | 1999  |
| ----- | ----- | ----- | ----- | ----- | ----- |
| 3.266 | 3.460 | 3.531 | 3.454 | 3.699 | 4.218 |

## Nhân vật nổi tiếng
- Marie-Dominique Philippe